# Anthericopsis
Anthericopsis là một chi thực vật có hoa trong họ Commelinaceae.